# 1475년

## 연호
- 명(明) 성화(成化) 11년
- 일본(日本) 분메이(文明) 7년
- 후 레 왕조(後黎朝) 홍득(洪德) 6년

## 기년
- 류큐(琉球) 쇼엔왕(尚円王) 6년
- 명(明) 헌종 성화제(憲宗 成化帝) 11년
- 조선(朝鮮) 성종(成宗) 6년
- 후 레 왕조(後黎朝) 성종(聖宗) 16년

## 사건
- 잉글랜드 에드워드 4세와 프랑스 루이 11세가 피키니 조약을 체결하여 백년전쟁을 공식종료함.

## 탄생
- 3월 6일 - 르네상스 시대 이탈리아의 건축가, 조각가 미켈란젤로 부오나로티. (~1564년)
- 6월 29일 - 에르콜레 1세 데스테의 딸이자 밀라노의 공작부인 베아트리체 데스테. (~1497년)
- 9월 13일 - 르네상스 시대 이탈리아의 군인, 정치인 체자레 보르자. (~1507년)
- 12월 11일 - 제217대의 교황 교황 레오 10세. (~1521년)